# ジャック＝アンリ・ラルティーグ
ジャック＝アンリ・ラルティーグ（Jacques-Henri Lartigue, 1894年6月13日クールブヴォア - 1986年9月12日ニース）は、20世紀初頭のフランスのアマチュア写真家。画家としても活動した。
裕福な家庭に生まれる。子どもの頃に親から写真機を買い与えられて写真撮影に熱中する。
極めて個人的・プライベートな視点による日常の写真を数多く残した。一般には、1912年に撮影した「A.C.F.(フランス自動車クラブ）グランプリ・レース Grand Prix de l'A.C.F., Automobile Delage」が知られている。この写真はレースカーのタイヤと観衆が斜めに歪んでいる（動体歪）が、これはICAのスリットカメラで撮影した際に生じたローリングシャッター現象によるものである。
フランス人写真家としては、アンリ・カルティエ＝ブレッソンと並ぶ名声を得ているとの評価もある（下記外部サイトを参照）。

## 日本における展覧会
- ジャック＝アンリ・ラルティーグ展（銀座・プランタン、PPS通信社、1986年）
- ラルティーグ展　パノラマの世界（PPS通信社、1991年）
  - コニカプラザ（東京）、1991年1月4日～22日
  - 大阪・京阪百貨店、1991年3月1日～13日
- 生誕100年ラルティーグ写真展「ベルエポックの休日」（朝日新聞社、1995年）
  - Bunkamura ザ・ミュージアム（東京・渋谷）、1995年6月9日～7月23日
  - 大丸ミュージアム・梅田（大阪）、1996年2月14日～2月26日
  - ひろしま美術館（広島）、1996年4月6日～5月19日
- 植田正治とジャック･アンリ･ラルティーグ－写真であそぶ（東京都写真美術館／朝日新聞社、2013年）
  - 東京都写真美術館（東京）、2013年11月23日 ～ 2014年1月26日

## 日本における文献
上記展覧会の展覧会図録のほか以下のものがある。
- 愛のまなざし　ジャック＝アンリ・ラルティーグ写真集（堀内花子訳、リブロポート、1994年）
- 子供のまなざし　ジャック＝アンリ・ラルティーグ写真集（堀内花子訳、リブロポート、1994年）
- 時のまなざし　ジャック＝アンリ・ラルティーグ写真集（堀内花子訳、リブロポート、1995年）

## 外部サイト
- Art Photo Siteより